# Vespa chinensis
Vespa chinensis är en getingart som beskrevs av Birula 1925. Vespa chinensis ingår i släktet bålgetingar, och familjen getingar. Inga underarter finns listade i Catalogue of Life.